# Nephrodium oreopteris
Nephrodium oreopteris là một loài thực vật có mạch trong họ Dryopteridaceae. Loài này được (Ehrh.) Desv. miêu tả khoa học đầu tiên năm 1827.